# Межремонтный пробег
Межремонтный пробег — пробег подвижного состава рельсового или безрельсового транспорта между ремонтами при планово-предупредительной системе ремонта.
Нормы межремонтного пробега устанавливаются в зависимости от конструкции транспортного средства, условий его эксплуатации. Эти нормы выбираются таким образом, чтобы в межремонтный период максимально снизить поток возможных отказов транспортного средства с тем, чтобы не допустить выхода из строя во время его нахождения в рейсе, на линии.
После того, как транспортное средство полностью использует свой пробег (нормируется также допустимое отклонение от нормы пробега) оно должно быть поставлено на плановый вид ремонта или технического обслуживания. Ремонт производится в специализированных предприятиях: для локомотивов — в локомотивных депо, для поездов метро в моторвагонных депо и т. д. При этом ремонтируются те узлы и детали для которых наиболее вероятен отказ до будущего межремонтного периода. Для некоторых транспортных средств, например самолётов, межремонтный пробег выбирается таким образом, чтобы ни в коем случае не допустить выхода из строя узла или агрегата. Для этого межремонтный пробег устанавливается существенно ниже (в несколько раз) ресурса наработки на отказ узлов и деталей.